# Мукти-бахини
Мукти-бахини (рус. Освободительная армия) — народно-освободительное движение в Бангладеш, которое сражалось против пакистанских вооружённых сил в ходе войны за независимость.

## История
Движение Мукти-бахини начало формироваться в городах и сёлах, на уровне студенческих и молодёжных коллективов, начиная с марта 1971 года. Позднее к Мукти-бахини присоединились солдаты вооружённых сил Восточного Пакистана и чиновники городского и сельского уровня.
27 марта 1971 года Зиаур Рахман стал временным главнокомандующим Мукти-бахини, хотя зона действия его отрядов ограничивалась пределами округов Читтагонг и Ноакхали.
12 апреля 1971 года полковник (впоследствии генерал) Мухаммед Османи принял на себя командование вооружёнными силами, его штаб освободительной армии располагался в Силхете. Османи стал командиром всех подразделений Мукти-бахини 17 апреля 1971 года. Реорганизация подразделений освободительной армии началась 11-17 июля 1971 года.
Флот освободительной армии был создан в августе 1971 года. Изначально было всего два корабля и 45 матросов. Эти корабли провели множество успешных рейдов на пакистанский флот. Но оба эти корабля были по ошибке уничтожены индийским истребителем 10 декабря 1971 года, когда Индия начала крупное наступление на морской порт Монгла.
ВВС Мукти-бахини начали функционировать 28 сентября 1971 года. Состояли из 17 офицеров, 50 техников, 2 самолётов и 1 вертолёта. ВВС осуществили более чем двенадцать вылазок против пакистанских целей и довольно успешно действовали на начальных стадиях вооружённого конфликта с Пакистаном.
Индия вступила в войну 3 декабря 1971 года. Однако индийские солдаты начали участвовать в войне ещё раньше под видом партизан из Мукти-бахини.
16 декабря 1971 года командир Четырнадцатого подразделения пакистанской армии, генерал-майор Джамшед сдался индийскому генералу Нагре возле моста Мирпур в Дакке. В 10:40 по местному времени, индийская армия вошла в столицу Восточного Пакистана — Дакку. Это положило конец 9-месячной народно-освободительной войне бенгальского народа. Однако боестолкновения по-прежнему продолжались в различных местах страны на протяжении нескольких месяцев.